# Spiroterma caranaea
Spiroterma caranaea är en fjärilsart som beskrevs av Edward Meyrick 1915. Spiroterma caranaea ingår i släktet Spiroterma och familjen fransmalar. Inga underarter finns listade i Catalogue of Life.